# Thank You, Next
Thank You, Next (originaltitel: Kimler Geldi Kimler Geçti) är en turkisk romantisk komediserie som hade premiär på Netflix den 9 maj 2024.

## Handling
Serien kretsar kring en ung advokat som gjort slut med sin kille och börjar testa den moderna dejtingvärlden, påhejad av sina bästa vänner.

## Rollista (i urval)
- Serenay Sarikaya – Leyla Taylan
- Metin Akdülger – Ömer
- Boran Kuzum – Feyyaz
- Meric Aral
- Zeynep Tugçe Bayat